# Véronique Trinquet
Véronique Marie Trinquet, później Mathoulin (ur. 15 czerwca 1956 w Marsylii) – francuska florecistka, srebrna medalistka olimpijska z Montrealu.
Na igrzyskach olimpijskich w Montrealu w 1976 roku reprezentacja Francji w składzie: Brigitte Latrille-Gaudin, Brigitte Gapais-Dumont, Christine Muzio, Véronique Trinquet i Claudette Herbster-Josland zdobyła drużynowo srebrny medal. Był to jej jedyny start olimpijski.
Nie zdobyła medalu mistrzostw świata.
Jej siostra Pascale również była medalistką olimpijską.